# Mordheim: City of the Damned
Mordheim: City of the Damned ist ein taktisches Computer-Rollenspiel nach dem Vorbild des Tabletop-Spiels Mortheim, im Rollenspieluniversum Warhammer Fantasy. Es wurde vom kanadischen Entwicklerstudio Rogue Factor entwickelt und von Focus Home Interactive am 19. November 2015 zunächst für Windows, am 18. Oktober 2016 schließlich auch für PlayStation 4 und Xbox One veröffentlicht.

## Hintergrund
Über der Stadt Mortheim (so die deutsche Schreibung) ist ein Komet, der sogenannte Morrstein, niedergegangen. Verschiedene Gruppierungen begeben sich auf die Suche nach seinen Hinterlassenschaften und streifen daher durch die Stadt. Dabei kommt es immer wieder zu Zusammenstößen der verschiedenen Banden.

## Spielprinzip
Der Spieler wählt aus mehreren Gruppierungen (Reikländer, Schwestern Sigmars, Chaos-Besessenen, Skaven, per DLC außerdem: Untote, Hexenjäger) seine Kämpfergruppe aus. Er begibt sich mit seiner Gruppe in zufallsgenerierte Einsätzen mit zufälligen Startbedingungen. Ziel ist es immer, die gegnerische Truppe zu vernichten oder in die Flucht zu schlagen. Mit Hilfe der errungenen Beute und der im Kampf gesammelten Erfahrung können die eigenen Kämpfer zwischen den Einsätzen verbessert werden. Auf diese Weise werden sie mit der Zeit immer mächtiger. Umgekehrt können Verletzungen im Kampf aber auch zu dauerhaften Beeinträchtigungen oder gar zum Tod der entsprechenden Kämpfer führen, sodass sie durch neue Mitstreiter ersetzt werden müssen.

## Rezeption
Mordheim: City of the Damned erhielt gemischte Kritiken. Metacritic gibt für die Windows-Fassung einen Wertungsdurchschnitt von 74, für die PS4-Fassung 72 von 100.

„Mordheim: City of the Damned schafft im Test den schwierigen Spagat zwischen der Tiefe des Tabletop-Regelwerks und Spielspaß. Aber nur, wenn man sich auf eine steile Lernkurve einlässt und bereit ist, Ecken und Kanten zu tolerieren.“

„Technisch schwache, spielerisch überzeugende Rundentaktik mit einer hervorragenden Charakterentwicklung.“

“But if you were hoping for a new squad-based game with the finesse of XCOM, or the many tactical choices of Jagged Alliance 2, this is not it. Mordheim is dumb. Mordheim is flawed. Mordheim tries hard and doesn’t succeed. This is not a happy Christmas, everyone, but the misshapen horror of Faschnat. It’s your present from Krampus.”

„Wer aber gehofft hat auf ein neues Squad-basiertes Spiel mit der Finesse eines XCOM oder den vielen taktischen Möglichkeiten eines Jagged Alliance 2, wird es hier nicht finden. Mordheim ist dumm. Mordheim ist fehlerbehaftet. Mordheim ist so bemüht und schafft es doch nicht. Das sind keine fröhliche Weihnachten für alle, sondern der unförmige Horror der Fasnacht. Es ist dein Krampus-Geschenk.“